# チーズとクラッカー
チーズとクラッカー（アメリカ英語: cheese and crackers、イギリス英語: cheese and biscuits) とは食品のペアリングの一種で、チーズとクラッカーの組み合わせである。米国では1850年代までにレストランやバーで一般化した。チーズやクラッカーの種類は多岐にわたり、ワインと一緒に供されることが多い。ほかに砂糖煮のような果物の加工品や、ピクルス、オリーブの詰め物、またサラミ、ペパロニ、各種ソーセージといった加工肉が添えられることもある。チーズとクラッカーを組み合わせた大量生産の市販品には、リッツ、ジャッツ、ランチャブルズ、ランチリーなどがある。

## 概要

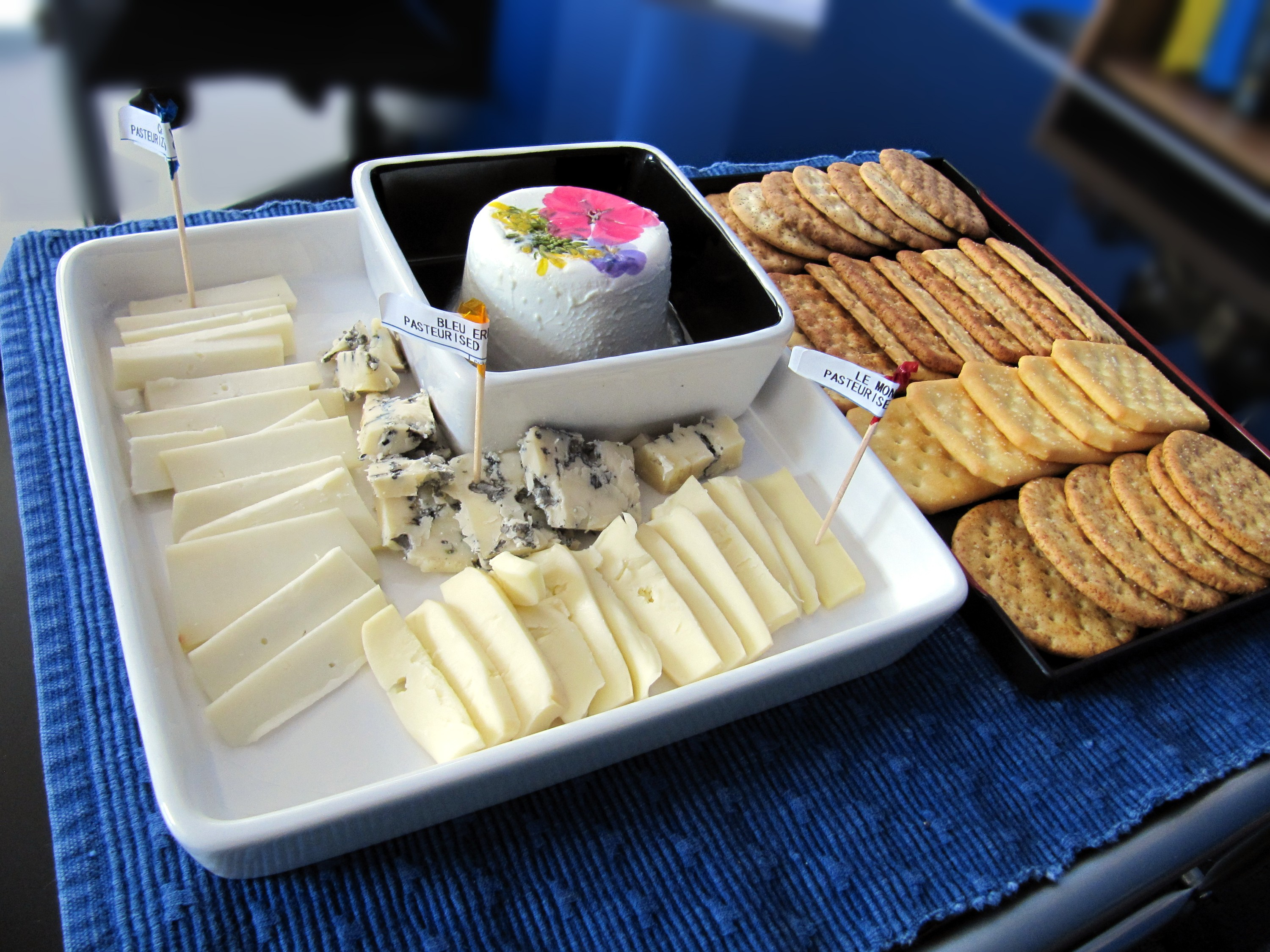
数種のチーズとクラッカーの盛り合わせ。

チーズとクラッカーは軽食として広く食されており、創作的なオードブルにもなる。米国ではジャム類や果物の砂糖煮と合わせてデザートとされることもある。また米国ではパーティー料理としても一般的で、特に南部ではカクテルパーティーにおいてクラッカーにクリームチーズとトウガラシジャムを乗せて食すことが多い。チーズを用いていることからタンパク質は豊富である。
クラッカーはさまざまな種類のチーズと相性がいい定番のペアリングで、さらにワインと合わせることもある。チーズの切り方は薄切りも角切りもあり、クラッカーに乗せて供する場合もあれば別々に盛る場合もある。

## 歴史

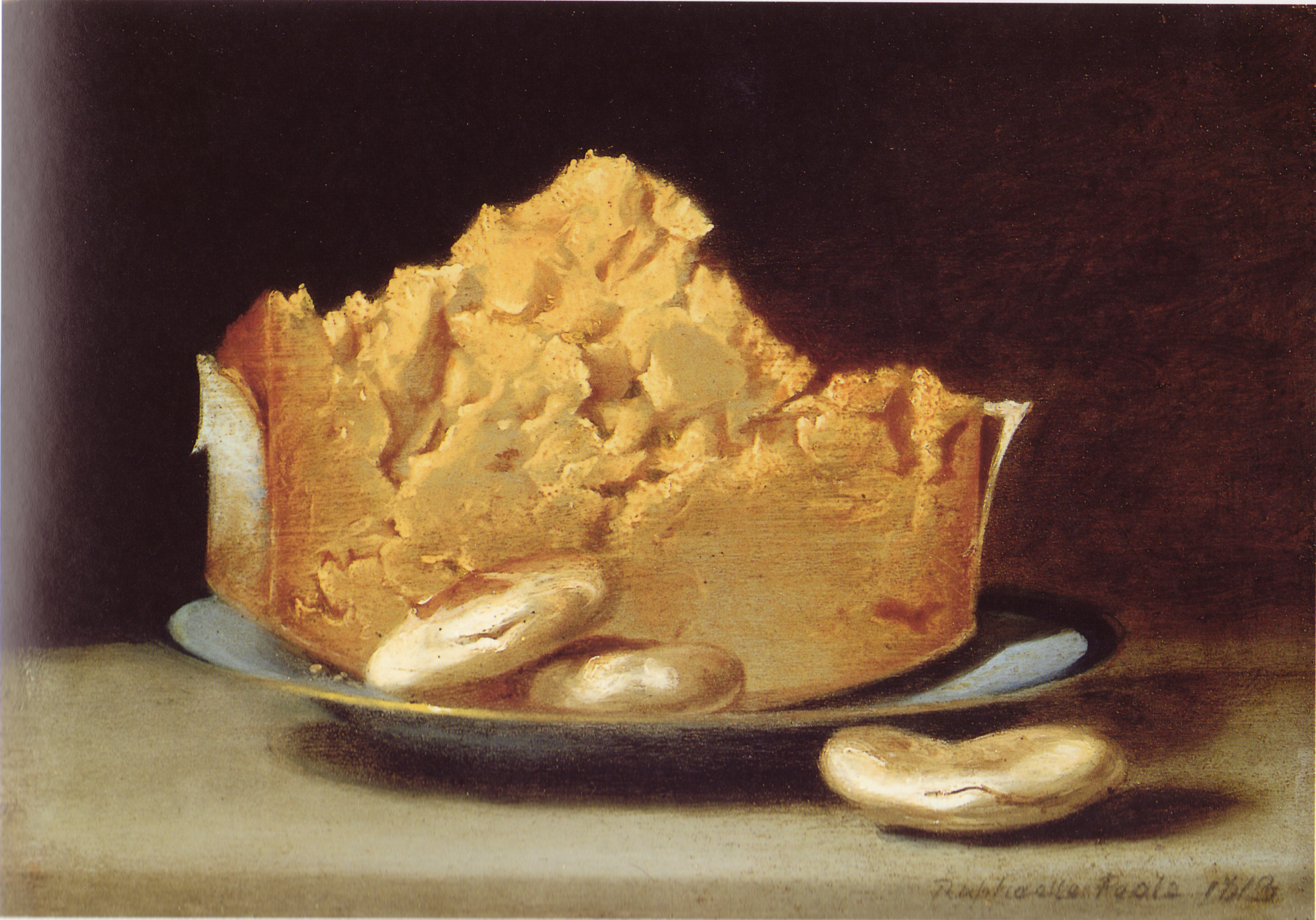
Cheese with Three Crackers 。ラファエル・ピールによる静物画（1813）。

冷蔵技術が存在しなかった時代には、船で移動する移民者、捕鯨船乗組員、探検航海者などは、クラッカーの祖先であるハードタック（堅パン）とチーズの組み合わせを船上の食料としていた。陸路を旅する探検家の間でも食べられていた。

### 米国

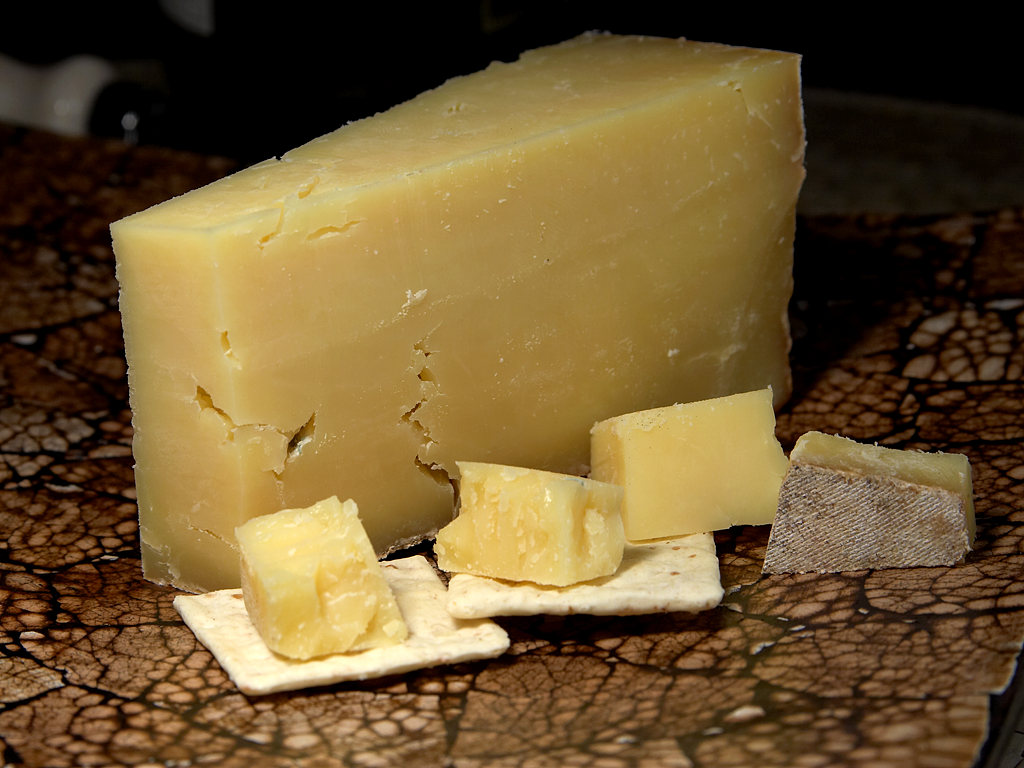
角切りのチェダーチーズとクラッカー。

1850年代になると、イーストやショートニングを用いてハードタックより食感を軽くした薄焼きのクラッカーがパン屋で売られるようになり、チーズとクラッカーの組み合わせの人気が高まった。この時期にはまた、レストランにおいてクラッカーとチーズがデザート後の締めくくりの一品とされたり、サルーンで酒とともに提供されるようになった。南北戦争 (1861–1865) 中にはハードタックがチーズやベーコンとともに兵士の糧食にされた。当時の兵士はこれを「square meal（→「充実した食事」、字義どおりには「四角い食事」）」と呼ぶことがあった。1852年にオレゴン・トレイルを旅した開拓者エズラ・ミーカーは、その道中で干した鹿肉のほかチーズとハードタックを食べていた。1915年、登山家のフィリップ・ロジャーズはワシントン州レーニア山への遠征でレーズンやナッツとともにチーズとハードタックを携行食料とした。
20世紀初頭には牛乳などに浸したクラッカーにチーズやパプリカ、マスタードなどを載せてオーブンで焼く食べ方が家庭で一般化した。このころチーズとクラッカーはスープやサラダと一緒に食されており、以後数十年にわたってサラダのトッピングとしても使われた。パーティーの定番料理となったのもこの時期のことである。レストランでは、主にデザート後に食べられていた大恐慌時期と変わってデザートの位置づけになった。大統領フランクリン・ルーズベルトと妻のエレノアはホワイトハウスでのデザートや軽食の一品として好んで食した。
1950年代以降、育児専門家や家政学者、料理書の著者らがチーズとクラッカーを子どもの間食として推奨するようになった。1980年代半ばにはオスカー・マイヤー社がチーズとクラッカーにランチミート（加工肉類）を組み合わせた商品ランチャブルズを発売したことで消費が拡大した（この商品は同社のランチミート売上を拡大する目的もあって導入された）。

## 市販品

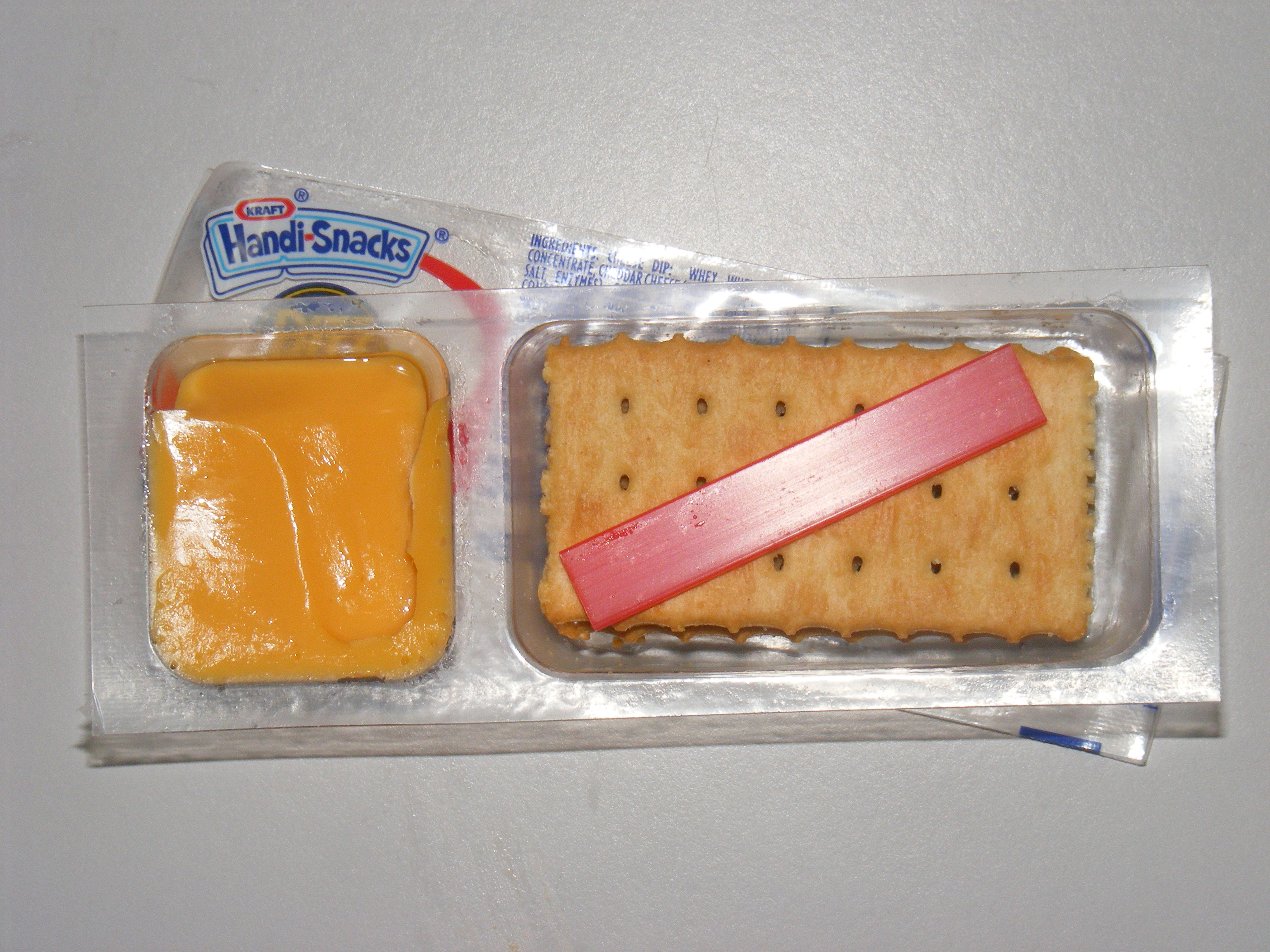
クラフトフーズ社のハンディ＝スナックス

- ハンディ＝スナックス (Handi-Snacks): クラフトフーズが生産するチーズとクラッカーのパッケージ商品。プロセスチーズを使用している[12]。
- ファンシー・チーズ・アンド・クラッカーズ (Fancy cheese and crackers): オスカー・マイヤー社が1980年代に出した商品。ランチミートやデザートも含まれていた[13]。
- ランチャブルズ (Lunchables): クラフトフーズが1988年に発売したブランド。一部商品にチーズとクラッカーを材料にしたものがある[6]。
- ランチリー (Lunchly): ランチャブルズに似た2024年登場の商品[14]。

## 言語における用法
「チーズ・アンド・クラッカー」という表現は1920年代の米国において「ジーザス・クライスト」という罵りの婉曲語 (minced oath) として用いられた。1990年代後半ごろのイギリスでは睾丸を意味する俗語として使われていた。バーレスク・コメディアンのビリー・ヘイガンの決まり文句でもあった。

## 関連文献
- Chaey (2015年7月16日). “Can Cheese and Crackers Be Good For You?”. Bon Appetit. 2017年7月10日閲覧。
- Alexander, Saffron (2016年12月15日). “The secret to perfect cheese and crackers (according to science)”. The Telegraph. 2017年7月10日閲覧。